# مقذوفات بركانية

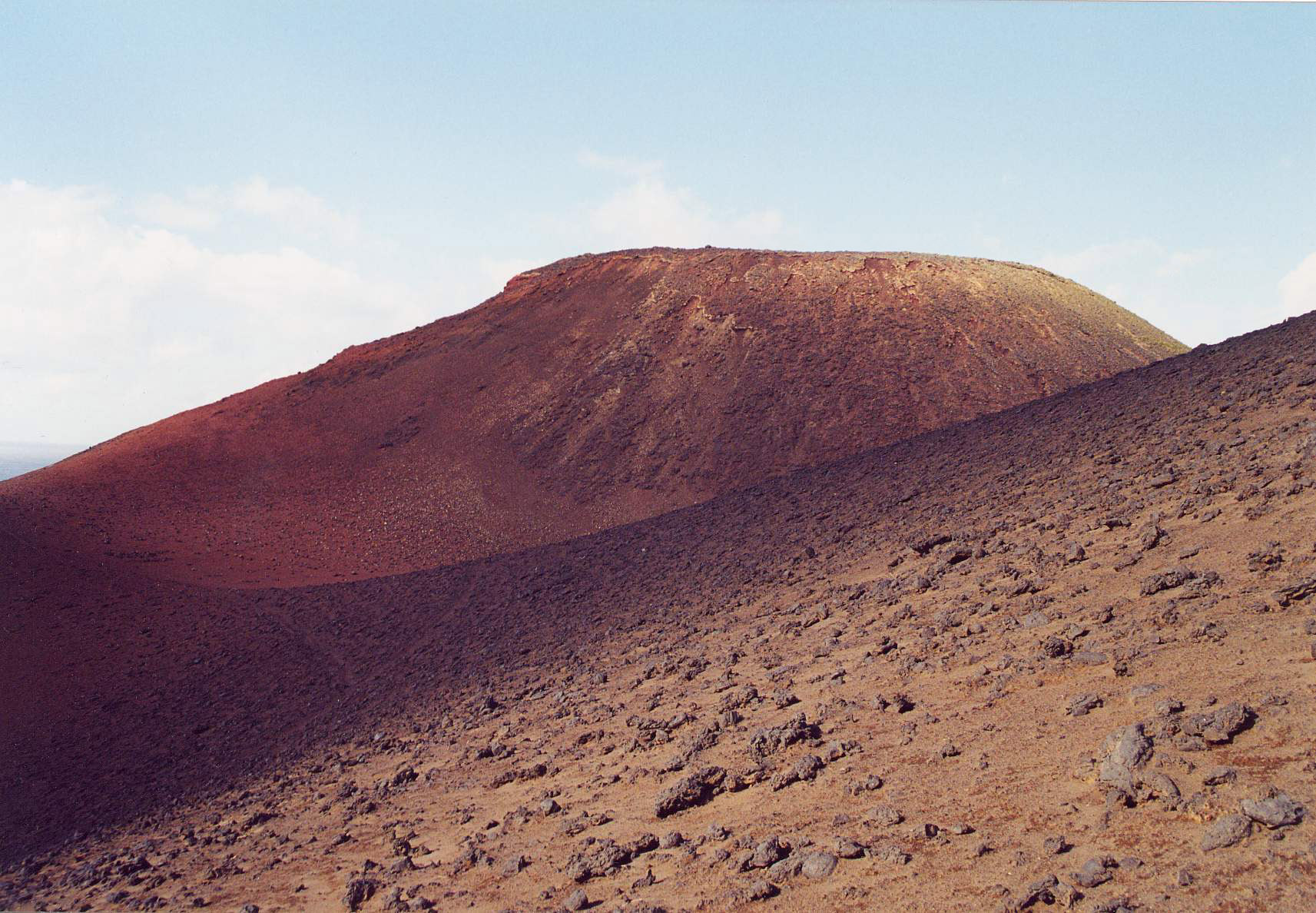

المقذوفات البركانية (في الإنجليزية: Ejecta، ومفردها: Ejectum، وأصلها من اللغة اللاتينية بمعنى "الأشياء المقذوفة")، وهي الجسيمات المقذوفة من منطقة ما، وفي علم البراكين على وجه الخصوص، يشير المصطلح إلى الصخر البركاني الفتاتي (تفرا) الذي يُقذَف مع الانفجار البركاني ومع انفجار الفوهة البركانية إلى الهواء أو تحت الماء ليعود ويسقط على سطح الأرض أو قاع المحيط.

## علم البراكين
عادةً ما يشار بمصطلح المقذوفات في علم البراكين إلى نتائج الانفجارات الممزقة، ففي الانفجار البركاني تذوب كميات كبيرة من الغاز في الحمم شديدة اللزوجة؛ تطوف هذه الحمم إلى السطح لتُقذَف المواد بسرعة نتيجةً للضغط المحتبِس. في مثل هذه الحالة، تتشكل سدادة من الحمم البركانية أو عنق بركاني من الحمم البركانية التي تتصلب داخل فوهة البركان، مما يتسبب في ارتفاع درجة الحرارة والضغط إلى أقصى الحدود دون أي وسيلة للهروب. عندما تتصدع السدادة ولا تتمكن من الحفاظ على وضعيتها لفترة أطول، يحدث ثوران أكثر عنفًا يسمح بقذف المواد من البركان.
قد تتكون المقذوفات البركانية من:
- جسيمات صغيرة: وهي عبارة عن صهارة مجزأة وبلورات حرة.
- جسيمات قريبة أو ملحقة: وهي عبارة عن صخور بركانية قديمة تابعة لنفس البركان.
- جسيمات عرضية: وهي عبارة عن جسيمات مشتقة من الصخور الواقعة تحت البركان.

قد تختلف هذه الجسيمات في الحجم؛ يمكن أن يتراوح حجم التفرا من الرماد (<1 / 10 إنش)، أو اللويبات/ الحصى البركانية (حجارة صغيرة من 1/10 إلى 2 إنش)، أو القنابل البركانية (+2.5 إنش).
الجيولوجيا الكوكبية==
يشير مصطلح المقذوفات في الجيولوجيا الكوكبية إلى الحطام الذي يُقذَف أثناء تكوين فوهة الاصطدام.
عندما يصطدم جسم ضخم بما فيه الكفاية بجسم آخر بقوة كافية، فإنه يخلق موجة صدمية تنتشر من الاصطدام. يحطم الجسم ويحفر الأرض والصخور، وفي الوقت نفسه ينثر مادة تُعرف باسم مقذوفات الارتطام. تخرج هذه المقذوفات من حافة الحفرة إلى السطح كحطام؛ قد تكون مادة متفرقة أو طبقة متماسكة من الحطام، تقل عند المناطق القاصية.
إذا ترسبت مقذوفات كافية حول فوهة الاصطدام، فيمكن أن تشكل طبقة متماسكة من الحطام؛ تكون هذه الطبقة مليئة بالأتربة والحطام الناشئ عن الارتطام الأولي. يمكن استخدام حجم فوهة الاصطدام مع طبقة الحطام لتحديد حجم وكثافة الجسم المرتطم. يمكن تحليل طبقات الحطام أو المقذوفات على الأرض لتحديد موقع مصدر الارتطام.
في عام 2010، كانت قلة مقذوفات الارتطام المتواجدة في محيط فوهة عدن على سطح كوكب المريخ أحد أسباب الاشتباه في أنها بحيرة بركانية/ كالديرا سابقة وليست حفرة اصطدام.

## علم الفلك والفيزياء الشمسية
يشير مصطلح المقذوفات في الفيزياء الفلكية أو الفيزياء الشمسية إلى المواد التي تُقذَف خلال الانفجار النجمي كما هو الحال في المستعرات الأعظمية أو في الانبعاثات الكتلية الإكليلية.